# Naojirō Nishida
Pour les articles homonymes, voir Nishida.
Naojirō Nishida (西田 直二郎, Nishida Naojirō) est un historien japonais né le 23 décembre 1886 et mort le 26 décembre 1964. Proche des courants nationalistes avant-guerre, surtout à partir de l'Incident de Takigawa en 1932, il fournit un cadre académique à leurs idées via son travail au centre de recherche sur la culture spirituelle japonaise.